# Mosätt
Mosätt är en by i Svegs distrikt (Svegs socken) i Härjedalens kommun, Jämtlands län (Härjedalen). Byn ligger vid änden av Länsväg 500, cirka 23 kilometer västerut från tätorten Sveg, vid Svegsjöns västra strand. Öster om byn ligger en mindre sjö som heter Slåttsjön.
Från orten kom kyrkobyggmästaren Per Tholsson, som bland annat byggde om Ängersjö kyrka mellan 1780 och 1781.